# Arraguié
Arraguié est un village de la région de l'Agnéby-Tiassa appartenant au District des Lagunes en Côte d'Ivoire. Cette localité, située dans la sous-préfecture de Grand-Morié et est administrativement rattachée au département d'Agboville. Sa population est estimée à environ 4 260 habitants.